# ۶۸۶ (خورشیدی)
۶۸۶ ششصد و هشتاد و ششمین سال هجری خورشیدی است.